# 谢静宜
谢静宜（1935年12月—2017年3月25日）女，河南商丘人。中华人民共和国政治人物，曾任第四届全国人大常委会委员、中共中央委员、中共北京市委书记、中国共青团北京市委书记、中共清华大学党委副书记。文化大革命中一度和迟群等人控制清华大学、北京大学这两所高校。1976年被撤销党内外职务。

## 生平

### 机要工作
谢静宜生于1935年12月。1952年参加中国人民解放军。1953年初春，从中国人民解放军长春七九三部队（军委机要学校，今为中国人民解放军电子工程学院）毕业以后，同年进入中共中央办公厅机要局工作，开始了从1953年至1976年的机要工作生涯。1956年5月加入中国共产党。曾经担任党支部组织委员、青年委员兼团支部书记、团总支书记。
1958年，进入中共中央办公厅机要学校进修。1959年担任了中国共产党中央委员会主席毛泽东的机要员。

### 掌握两校
1968年因北京大学和清华大学的造反派武斗失控，毛泽东决定派遣北京工人组成的“首都工人毛泽东思想宣传队”、中央警卫团（8341部队）组成的“解放军毛泽东思想宣传队”开入两校。迟群和谢静宜一起进入校园。
1968年后，谢静宜担任中共北京大学党委常委，中共清华大学党委常委、副书记，清华大学革命委员会副主任。
原中共清华大学党委副书记惠宪钧评价她说：“谢静宜没有什么能力，她也没什么特殊经历，就是中央机要局的一个给主席送信的机要员……有主席，她行，没有主席，她什么都不是，她懂什么呢，你让她出点子？出不了。你给她点子，她半天还不理解呢。迟群就聪明。反正她没有。”

### 政治红人
1970年，谢静宜出任中共北京市委常委。1973年，出任中共北京市委书记，中国共青团北京市委书记，北京市革命委员会副主任。同年，在中国共产党第十次全国代表大会上当选中央委员。她是第四届全国人大常委会委员。
1971年8月时，毛泽东已对副手林彪极不信任。1971年8月，谢静宜的丈夫苏延勋（？年9月9日-）正在中共中国人民解放军空军党委办公室工作，得知林立果有可能叛变的消息后，通过谢静宜将消息传给了毛泽东。同年9月，九一三事件发生，林彪一派被彻底清除，谢静宜为毛泽东立了功。1973年中国共产党第十次全国代表大会上，谢静宜当选中央委员。同年，还兼任中共北京市委书记。
吴德口述《十年风雨纪事》中提到了谢静宜到中共北京市委任职的经过：“在这里就有必要谈一下谢静宜的情况。大概在1973年时，谢静宜调到市委任书记处书记，她是中办机要局的人，与毛主席很熟。谢静宜调来前，是周总理与我谈的话，周总理说，就派谢静宜任市委书记处书记，可以经过她向毛主席反映一些情况，传达毛主席的指示。” 
1973年，北京大学、清华大学大批判组（该组使用过许多笔名，其中“梁效”一名为主要笔名，后来也成为该组的代称）成立。谢静宜、迟群并未在该组任职，但是毛泽东通过谢静宜、迟群掌握这一写作班子。毛泽东直接向谢静宜下达批示及要求，再由谢静宜、迟群向“梁效”口头传达。1974年，中共中央一号文件发出了该组整理的《林彪与孔孟之道》，由此开始了批林批孔运动。1998年1月8日，谢静宜回忆说：“1975年5月，我就‘梁效’今后的任务请示毛主席，主席说：一、继续写文章；二、选一些好文章给政治局和我看；三、找人做点古诗词注释；四、江青如果找你们选文章和做注释，可以帮忙。如果江青要以自己的名义写信，送材料，你们就不要替她做了。毛主席说最后一句话时还拍着我的肩膀。江青在一次会上把‘梁效’称作她的班子。我当时反驳说，这个班子是毛主席提议建立的，是按毛主席的指示工作的。江青听后马上改口说，‘那就更好了。’”
1975年1月第四届全国人民代表大会第一次会议上，她当选第四届全国人大常委会委员。同年11月20日，江青给毛泽东写信，要求让谢静宜担任全国人大常委会副委员长，迟群担任教育部部长，乔冠华担任国务院副总理，毛远新、迟群、谢静宜、金祖敏列席中共中央政治局会议，作为接班人培养。毛泽东未采纳上述任职建议，但从此谢静宜实际上参加了中共中央政治局的工作，虽不是中共中央政治局委员，却可出席政治局会议。
汪文风在《从“童怀周”到审江青》一书中称：“《林彪与孔孟之道》第二批材料，就是她秉承江青的旨意炮制出来的。在1975年的‘一·二四’、‘一·二五’万人大会上，江青纵容她出来当打手，在台上发言，对周恩来同志搞突然攻击，明目张胆地整周总理。她还率领一批‘打手’，冲进中央政治局会场，公然指着鼻子诋毁邓小平同志出来后的‘抓整顿、批派性’，是所谓搞‘右倾翻案风’。”

### 撤销职务
1976年10月6日怀仁堂事变粉碎“四人帮”时，她和迟群也在同一时间不同地点被捕，被撤销党内外职务。此后被长期隔离审查。1983年审判“四人帮”的党羽时，官方为迟群指定的辩护律师表示：“我认为谢静宜在迟群的整个犯罪活动中起了重要作用……某些重要犯罪意图，“四人帮”都是通过谢静宜转达给迟群的。如‘三·二六’围攻诬陷邓小平，就是江青通过谢静宜向迟群传达的，去河南马振扶公社中学，也是江青通过谢静宜向迟群布置的。”但是，审判的结果是，迟群“以参加反革命集团罪、反革命宣传煽动罪、诬告陷害罪被判处有期徒刑十八年”（后来迟群出狱后不久便因癌症而病逝），谢静宜则“因坦白认罪较好，被免予起诉。”后来，谢静宜成为退休干部。

## 著作
- 《毛主席给予我们的教育、理解和关怀》（载 杨复沛、吴一虹主编：《从延安到中南海———中共中央部分机要人员的回忆》，北京出版社，1994年）
- 《跟随毛主席在外地视察》（载 杨复沛、吴一虹主编：《从延安到中南海———中共中央部分机要人员的回忆》，北京出版社，1994年）
- 《毛泽东身边工作琐忆》 2015中央文献出版社

- 传闻网版《毛泽东选集》的静火版第六卷、第七卷，为静火奶奶或即谢静宜所续编。内容紧接在《毛泽东选集》第五卷之后，第六卷为1958至1965文革之前的毛著续选，第七卷为1966-1976文革时期的毛著续选。

## 家庭
丈夫苏延勋，在空军机关工作。1991去世。
儿子苏春雷，传说名字为毛泽东所起。